# Didier Dheedene
Didier Dheedene (Antwerpen, 22 januari 1972) is een Belgisch voormalig voetballer die speelde als linksachter.

## Carrière
De linksachter begon al op jonge leeftijd te voetballen bij Germinal Ekeren. Dheedene maakte in 1990 zijn debuut in het A-elftal van Germinal en dus ook zijn debuut in Eerste Klasse. Dheedene bleef uiteindelijk zeven seizoenen bij Germinal Ekeren en won in 1997 de Beker van België. Ekeren versloeg toen in de finale topfavoriet RSC Anderlecht. Later dat jaar kocht Anderlecht Dheedene over en werd hij voortaan de linksachter van de Brusselse club. 
In de periode 2000-2001 beleefde Dheedene zijn mooiste periode bij  RSC Anderlecht. De club uit Brussel werd toen twee keer landskampioen en kon in de UEFA Champions League winnen van ploegen zoals Manchester United en Real Madrid en kon groepswinnaar worden in een poule met behalve Manchester United ook PSV Eindhoven en FC Dynamo Kiev. Dheedene zelf speelde bij RSC Anderlecht vier jaar lang met het rugnummer 9, dat zelden door verdedigers gedragen wordt. 
In 2001 verhuisde Dheedene naar Duitsland waar hij ging spelen voor 1860 München. Maar in 2002 trok hij al naar Oostenrijk om er linksachter te worden van Austria Wien. Hij werd er dat jaar meteen landskampioen en won de Beker van Oostenrijk. In het seizoen 2006/07 keerde hij terug naar zijn oude liefde, Germinal Beerschot, waar hij centrale verdediger werd. Tijdens het seizoen 2007/08 werd hij de vaste strafschopnemer van de Antwerpse club. In 2009 maakte Germinal Beerschot bekend dat ze Dheedene lieten gaan, en tijdens de zomer kon derdeklasser Cappellen FC hem vastleggen.
Hij speelde ook voor de Rode Duivels, maar door de grote concurrentie voor de linksbackpositie met onder andere Nico Van Kerckhoven, Vital Borkelmans, Philippe Léonard en Peter Van Der Heyden haalde hij maar 12 caps.

## Spelerstatistieken
| Seizoen | Club               | Land       | Competitie              | Wed. | Goals |
| ------- | ------------------ | ---------- | ----------------------- | ---- | ----- |
| 1990/91 | Germinal Ekeren    | België     | Jupiler League          | 6    | 0     |
| 1991/92 | Germinal Ekeren    | België     | Jupiler League          | 20   | 0     |
| 1992/93 | Germinal Ekeren    | België     | Jupiler League          | 22   | 3     |
| 1993/94 | Germinal Ekeren    | België     | Jupiler League          | 29   | 4     |
| 1994/95 | Germinal Ekeren    | België     | Jupiler League          | 28   | 2     |
| 1995/96 | Germinal Ekeren    | België     | Jupiler League          | 32   | 1     |
| 1996/97 | Germinal Ekeren    | België     | Jupiler League          | 33   | 6     |
| 1997/98 | RSC Anderlecht     | België     | Jupiler League          | 28   | 4     |
| 1998/99 | RSC Anderlecht     | België     | Jupiler League          | 22   | 0     |
| 1999/00 | RSC Anderlecht     | België     | Jupiler League          | 25   | 0     |
| 2000/01 | RSC Anderlecht     | België     | Jupiler League          | 27   | 5     |
| 2001/02 | TSV 1860 München   | Duitsland  | 1. Bundesliga           | 19   | 1     |
| 2002/03 | Austria Wien       | Oostenrijk | Bundesliga (Oostenrijk) | 29   | 2     |
| 2003/04 | Austria Wien       | Oostenrijk | Bundesliga (Oostenrijk) | 20   | 0     |
| 2004/05 | Austria Wien       | Oostenrijk | Bundesliga (Oostenrijk) | 19   | 2     |
| 2005/06 | Austria Wien       | Oostenrijk | Bundesliga (Oostenrijk) | 18   | 0     |
| 2006/07 | Germinal Beerschot | België     | Jupiler League          | 22   | 2     |
| 2007/08 | Germinal Beerschot | België     | Jupiler League          | 23   | 4     |
| 2008/09 | Germinal Beerschot | België     | Jupiler Pro League      | 23   | 1     |
| 2009/10 | Cappellen FC       | België     | Derde Klasse A          | 8    | 0     |
| Totaal  |                    |            |                         | 453  | 37    |

## Erelijst
Germinal Ekeren
- Beker van België

1996/97
 RSC Anderlecht
- Belgisch landskampioen

1999/00, 2000/01
- Belgische Supercup

2000
 Austria Wien
- Oostenrijks landskampioen

2002/03, 2005/06
- ÖFB-Cup

2002/03, 2004/05, 2006/07
- Oostenrijkse supercup

2003, 2004